# Bradbury (Kalifornia)
Bradbury város az USA Kalifornia államában, Los Angeles megyében. Lakosainak száma 921 fő (2020. április 1.).

## Népesség
A település népességének változása:

| 2010 | 1 048 |
| 2020 | 921   |